# 그대의 눈물에 이렇게 사랑하고 있어
〈그대의 눈물에 이렇게 사랑하고 있어〉(일본어: 君の涙にこんなに恋してる 키미노나미다니콘나니코이시테루[*])는 나츠이로의 첫 번째 싱글이다. 2012년 8월 29일에 기자 스튜디오/D-GO에서 발매됐다.

## 개요
모리카와 나츠키가 이끄는 유닛의 데뷔 싱글 및 D-GO 발매 제 1탄 싱글은 ytv제작 닛폰 TV계 《명탐정 코난》 여는 곡. 초회반은 명탐정 코난반으로 TV 사이즈가 되어있고, 주요 캐릭터인 모리 란(한국명은 유미란)이 해안에서 음악가명과 표제곡을 손가락으로 그리는 것으로 되어있다. D-GO에서 발매한 작품에서는 오리콘 주간 차트에서 첫 100위 안으로 랭크인했다. 작사를 담당했던 오노 아이카는 후에, 표제곡을 2013년 12월 발매한 앨범 《Silent Passage》에서 셀프 커버를 했다.

## 수록곡

### 명탐정 코난반
- 전체 작곡: 오노 아이카
- 전체 편곡: 하야마 타케시

1. 그대의 눈물에 이렇게 사랑하고 있어(君の涙にこんなに恋してる)
  - 작사: 오쿠노 유카
2. 추억은...(思い出は…)
  - 작사: 야마자키 요시미
3. 그대의 눈물에 이렇게 사랑하고 있어 (TV 사이즈 Ver.)[1][3]
4. 그대의 눈물에 이렇게 사랑하고 있어 (instrumental)
5. 추억은... (instrumental)

### 통상반
1. 그대의 눈물에 이렇게 사랑하고 있어
2. 추억은...
3. 그대의 눈물에 이렇게 사랑하고 있어 (instrumental)
4. 추억은... (instrumental)